# Strandwoelmuis
De strandwoelmuis (Microtus pennsylvanicus breweri)  is een zoogdier uit de familie van de Cricetidae. De wetenschappelijke naam van de ondersoort werd voor het eerst geldig gepubliceerd door Baird in 1858. Deze ondersoort werd lange tijd als aparte soort gerekend, maar bleek genetisch genesteld in de Graslandwoelmuis (Microtus pennsylvanicus). Sindsdien wordt het als ondersoort van die soort gerekend.

## Voorkomen
De soort komt voor in de Verenigde Staten, waar het alleen voorkomt op het eiland Muskeget in de staat Massachusetts.